# علم أحياء النظم
يمثل علم أحياء النظم التحليل الحسابي والرياضي ونمذجة الأنظمة الحيوية المعقدة. إنه مجال دراسي متعدد التخصصات قائم على علم الأحياء ويركز على التفاعلات المعقدة داخل الأنظمة البيولوجية، باستخدام نهج شامل (نهج كلاني بدلًا من النهج الاختزالي الأكثر تقليدية) في سبيل البحث البيولوجي.
استُخدم هذا المفهوم على نطاق واسع في علم الأحياء مع بداية الألفية الجديدة خاصة في مجموعة متنوعة من السياقات. يقدم مشروع الجينوم البشري مثالًا على تفكير النظم التطبيقية في علم الأحياء، تفكير أفضى إلى طرق جديدة وتعاونية للعمل على حل مشكلات في المجال البيولوجي لعلم الوراثة. يتمثل أحد أهداف بيولوجيا النظم في نمذجة الخصائص الناشئة واكتشافها، مثل خصائص الخلايا والأنسجة والكائنات الحية التي تعمل بمثابة نظام لا يمكن وصفه نظريًا إلا باستخدام تقنيات بيولوجيا النظم. عادة ما تتضمن هذه التقنيات الشبكات الأيضية أو شبكات الإشارات الخلوية.

## نظرة عامة
يمكن النظر في بيولوجيا النظم من عدة جهات مختلفة.
كمجال دراسي، تنطوي بيولوجيا النظم بصورة خاصة على دراسة التفاعلات بين مكونات النظم البيولوجية، وكيف تولد هذه التفاعلات وظيفة هذا النظام وسلوكه (مثل الإنزيمات والمستقلبات في المسار الأيضي أو ضربات القلب).
كنموذج فكري، عادة ما يتم تُعرف بيولوجيا النظم بمثابة نقيض لما يسمى النموذج الاختزالي (التنظيم البيولوجي)، رغم توافقه مع المنهج العلمي. يشار إلى الاختلاف بين النموذجين في هذه الاقتباسات: «لقد حدد النهج الاختزالي بنجاح معظم المكونات والعديد من التفاعلات، لكنه للأسف لا يقدم مفاهيم أو طرقًا مقنعة لفهم كيفية ظهور خصائص النظام... يمكن تناول تعددية الأسباب والتأثيرات في الشبكات البيولوجية تناولًا أفضل من خلال مراقبة مكونات متعددة في وقت واحد عبر التدابير الكمية، ومن طريق تكامل صارم للبيانات مع النماذج الرياضية». (سور وآخرون). «إن بيولوجيا النظم... تدور حول التجميع بدلًا من التفكيك، والتكامل بدلًا من الاختزال. يتطلب أن نطور طرقًا للتفكير في التكامل تكون صارمة مثل برامجنا الاختزالية، لكنها مختلفة... تعني تغيير فلسفتنا بالمعنى الكامل للمصطلح». (دينيس نوبل).
كسلسلة من البروتوكولات التشغيلية المستخدمة لإجراء البحوث، تُعد بيولوجيا النظم دورة تتكون من النظرية أو النمذجة التحليلية أو الحسابية لاقتراح فرضيات محددة قابلة للاختبار حول نظام بيولوجي، والتحقق التجريبي، ثم استخدام الوصف الكمي المكتسب حديثًا للخلايا أو عمليات الخلية بهدف تحسين النموذج الحسابي أو النظرية. نظرًا إلى تمثل الهدف بالحصول على نموذج للتفاعلات في نظام ما، فإن التقنيات التجريبية الأكثر ملاءمة لبيولوجيا النظم هي تلك الموجودة على مستوى النظام وتحاول أن تكون كاملة قدر الإمكان، ولذلك يُستخدم علم النسخ، وعلم الأيض، والبروتيوميات، وتقنيات الفحص عالي الإنتاجية لجمع البيانات الكمية بهدف بناء النماذج والتحقق من صحتها.
كتطبيق لنظرية الأنظمة الديناميكية على البيولوجيا الجزيئية، يجسد التركيز على ديناميكيات الأنظمة المدروسة الاختلاف المفاهيمي الرئيسي بين بيولوجيا النظم والمعلوماتية الحيوية.
يُنظر أيضًا إلى بيولوجيا النظم على أنها ظاهرة اجتماعية تحددها إستراتيجية لتتبع تكامل البيانات المعقدة حول تفاعلات الأنظمة البيولوجية من مصادر تجريبية متنوعة باستخدام أدوات وموظفين متعددي التخصصات.

## نبذة تاريخية
بدأت بيولوجيا النظم كمجال علمي جديد قرابة عام 2000، عندما أُنشئ معهد بيولوجيا النظم في سياتل في محاولة لإغراء الأشخاص من النوع «الحسابي» الذين شعروا أنهم لم ينجذبوا إلى البيئات الأكاديمية الجامعية. لم يمتلك المعهد تعريفًا واضحًا لجوهر المجال في الواقع: تحقيق التقارب بين الأفراد من مختلف المجالات لاستخدام أجهزة الكمبيوتر بهدف دراسة علم الأحياء دراسةً شاملة بطرق جديدة. أُسس قسم بيولوجيا النظم في كلية الطب بجامعة هارفارد في عام 2003. تنبأ البعض عام 2006 بأن الضجة الناتجة عن المفهوم الجديد «العصري للغاية» ستؤدي إلى احتياج جميع الجامعات الكبرى إلى قسم بيولوجيا النظم فيها، وعليه ستتاح وظائف للخريجين ذوي القدرة المحدودة في برمجة الحاسوب وعلم الأحياء. أطلقت المؤسسة الوطنية للعلوم في عام 2006 تحديًا لبناء نموذج رياضي للخلية بأكملها. طرح مختبر كار في كلية ماونت سيناي للطب في نيويورك عام 2012 أول نموذج لخلية المفطورة التناسلية كاملةً. إن نموذج الخلية الكاملة قادر على التنبؤ بعيوشية خلايا المفطورة التناسلية استجابةً للطفرات الجينية.
ربما طرح منظّر الأنظمة ميهاجلو ميساروفيتش أحد بوادر بيولوجيا النظم كنظام متميز، وذلك عبر ندوة دولية عام 1966 في معهد كيس للتكنولوجيا في كليفلاند، أوهايو، حمل عنوان نظرية النظم وعلم الأحياء. تنبأ ميساروفيتش بأن المستقبل قد يحمل مجالًا مثل «بيولوجيا النظم».
وفقًا لروبرت روزن في الستينيات، أصبح علم الأحياء الشامل علمًا قديمًا في أوائل القرن العشرين، حيث ازداد شيوع المزيد من العلوم التجريبية التي تهيمن الكيمياء الجزيئية عليها. كتب كلينج مرددًا أفكار سلفه بعد أربعين عامًا، تحديدًا في عام 2006، قائلًا إن نجاح البيولوجيا الجزيئية طوال القرن العشرين قد أبعد الأساليب الحسابية الكلية عن الأضواء. أتاحت المعاهد الوطنية للصحة بحلول عام 2011 أموال المنح لدعم أكثر من عشرة مراكز لبيولوجيا النظم في الولايات المتحدة، لكن هنتر كتب بحلول عام 2012 أن بيولوجيا النظم لم ترق إلى مستوى الضجيج، بعد أن وعدت بأكثر مما حققته، ما جعلها مجالًا ثانويًا إلى حد ما مع القليل من التطبيقات العملية. على أي حال، أمل المؤيدون بزيادة فائدتها في المستقبل.
أصبح مشروع فيزيوم الدولي أحد المعالم الهامة في تطوير بيولوجيا النظم.

## طرق البحث
علم أنظمة الأحياء هو فرع من علوم الحياة يحاول فهم الكائنات البيولوجية في مجملها؛ هذه نظرة جديدة لفهم الكائنات البولوجية بدأت حوالي عام 2000.
الهدف هو الحصول على صورة متكاملة لجميع العمليات التنظيمية عبر جميع المستويات من الجينوم إلى البروتين  إلى العضيات  إلى السلوك والميكانيكا الحيوية للكائن الحي بأكمله. تأتي الأساليب الأساسية لهذا الغرض من نظرية النظم ومجالاتها الفرعية. ومع ذلك ، نظرًا لأن الجانب الرياضي التحليلي لبيولوجيا الأنظمة ليس مثاليًا ، غالبًا ما يتم استخدام المحاكاة الحاسوبية والاستدلال كوسائل بحث.
تعيد بيولوجيا الأنظمة تقديم الزمن  كعامل مهم في البيولوجيا الجزيئية. حتى الآن ، كان هذا يميل إلى تجنب الاعتبارات المتعلقة بالتوقيت الدقيق لردود الفعل والتفاعلات ؛ على عكس الكيمياء الحيوية . تعود بيولوجيا الأنظمة إلى النظرة البيوكيميائية للعالم ، وتفكر في العمليات ، وكيف تتغير بمرور الزمن ، ولكن مع توسيع جذري للمقياس. في بيولوجيا الأنظمة شوهدت آلاف المواد المتفاعلة ، مما أدى إلى رؤية أكثر ديناميكية للبيولوجيا من علم الأحياء الجزيئي الكلاسيكي أو علم الوراثة.

## تعريفات
- "قياس وحساب الحياة في لحظة معينة وحول هذه اللحظة: هذا هو بالضبط بيولوجيا الأنظمة." (نيكولاس راجوسكي) [10]

- تخصص في تقاطع علم الأحياء والرياضيات والفيزياء يجمع بين النهج التجريبية والحاسوبية لفهم العمليات البيولوجية في الخلايا والأنسجة والكائنات الحية. .[11]
- لفهم علم الأحياء على المستوى الجهازي ، يجب على المرء دراسة بنية وديناميكيات الوظائف الخلوية والكائن الحي بدلاً من خصائص الأجزاء المعزولة من الخلية أو الكائن الحي.
- لا تدرس بيولوجيا الأنظمة الجينات أو البروتينات الفردية في وقت معين ، كما تم ممارستها بنجاح على مدار الثلاثين عامًا الماضية. يدرس السلوك والعلاقة بين جميع العناصر في نظام بيولوجي معين أثناء عمله.[12]
- تحاول بيولوجيا الأنظمة التنبؤ كميًا بسلوك عملية بيولوجية تعرضت للاضطرابات ، لذلك تستمد هذه التقنية الكمية قوتها من التضمين الصريح للمكونات المشاركة في العملية وتفاعلاتها والقيم الواقعية لتركيزاتها ومواقعها . [13][14]

- تهدف بيولوجيا الأنظمة إلى الوصول إلى فهم كمي شامل للتفاعلات الديناميكية بين اللبنات الأساسية ومكونات النظام البيولوجي من أجل فهم سلوك النظام ككل والتنبؤ بمستقبله. لتحقيق هذا الهدف ، يتم تطبيق المفاهيم الرياضية على الأنظمة البيولوجية. تعتبر العملية التفاعلية بين التجربة المعملية والنمذجة على الكمبيوتر ذات أهمية مركزية.